# The European Library
The European Library (TEL, La Biblioteca Europea) ofrece un acceso único a los recursos de 48 Bibliotecas Nacionales de Europa. Lanzado en 2004 es un proyecto de la Conferencia de Directores de Bibliotecas Nacionales de Europa (CENL). En 2012 se convirtió en un portal web y un centro de datos abiertos para los datos de las bibliotecas nacionales en Europa.  
Para avanzar en la adhesión de las bibliotecas nacionales europeas, la Comisión Europea ha aprobado el proyecto EDL (Edlproject), en el que participa la Biblioteca Nacional de España. 
Cesó en 2016 y la información y los servicios fueron continuados por el repositorio Europeana.